# Heterixalus tricolor
Heterixalus tricolor är en groddjursart som först beskrevs av Oskar Boettger 1881.  Heterixalus tricolor ingår i släktet Heterixalus och familjen gräsgrodor. IUCN kategoriserar arten globalt som livskraftig. Inga underarter finns listade i Catalogue of Life.